# Heteropholis nigrescens
Heteropholis nigrescens là một loài thực vật có hoa trong họ Hòa thảo. Loài này được (Thwaites) C.E.Hubb. mô tả khoa học đầu tiên năm 1956.